# 삼면홍기
삼면홍기(중국어 간체자: 三面红旗, 정체자: 三面紅旗, 병음: sānmiàn hóngqí 싼몐훙치[*])는 1950년대 후반 중국 인민에게 사회주의 국가 건설을 촉구하기 위해 만들어진 혁명 구호로, 사회주의 건설을 위한 총노선, 대약진 운동 및 인민공사를 의미한다.
제1차 5개년 계획 이후에 중화인민공화국은  '삼면홍기 운동' 을 도입하여 사회주의 건설을 계속했다. 중국 공산당은 중국인에게 "높은 목표를 세우고 전력을 다해 더 크고, 더 빠르고, 더 좋고, 더 경제적인 사회주의를 건설하라"고 지시했다. 1958년 말까지 거의 모든 중국 농민은 각각 평균 5000 가구의 인민공사로 조직되었다. 모든 사유 재산은 인민공사를 위해 사용되거나 기부되었으며, 사람들은 자신의 집에서 조리하고 식사하는 대신 공동 식당에서 식사를 해야 했다.
1958년에 시작된 대약진 운동은 중국의 방대한 노동 자원을 농업 및 산업 프로젝트에 사용하여 신속하게 현대화하려는 운동이었다. 그러나 대약진 운동은 경제적 파괴와 수천만 명의 기근 사망을 초래했으며 결국 1962년 초에 대부분의 계획을 폐기하였다. 인민공사 인원은 1960년대 초부터 점차 감소하기 시작하였고 일부 사유 재산의 소유와 기업이 다시 허용되었다. 인민공사는 1980년대 초반에 덩샤오핑 아래 해체 될 때까지 계속되었다.